# Karise Eden
Karise Eden (Gosford, Nova Gales do Sul, 11 de julho de 1992) é uma cantora-compositora australiana. Em abril de 2012, ingressou na competição musical The Voice e em junho do ano seguinte foi anunciada vencedora. Como resultado assinou contrato com a Universal Music.

## Biografia
Infância e adolescência - Karise Eden nasceu em 11 de julho de 1992 em Gosford, Nova Gales do Sul. Ela foi levada e criada no subúrbio Wyoming na Nova Gales do Sul. Sua mãe se chama Michele e sua irmã, Siana. Durante sua infância, Eden foi profundamente afetada pelas separações dos pais e por questões de auto-estima. Ao longo dos anos, não se dava bem com sua mãe e aos 11 anos começou a se auto flagelar.  Aos 12 anos de idade, Eden terminou os estudos e finalmente saiu de casa aos 13 anos. Nessa idade foi diagnosticada com agorafobia. Eden passou a sua adolescência vivendo em refúgios do governo para mulheres antes de ser levada pelos pais adotivos. Ela trabalhou em empregos casuais, inclusive como assistente de vendas em um sex shop. Atualmente ela vive com a melhor amiga de sua mãe em Woy Woy, Nova Gales do Sul.
Eden começou a cantar em público aos 13 anos de idade. Ela revelou que seu tio Frank lhe ensinou tudo sobre música: "Quando ele começou a me ensinar eu cantava folk tradicional e bluegrass - agora eu toco contrabaixo e estou aprendendo o banjo". Eden também  aprendeu a tocar guitarra. Ela cita Amy Winehouse, Bon Jovi, Axl Rose e Janis Joplin como suas influências musicais.

## Discografia

### Álbuns
| My Journey - Lançamento: 26 de junho de 2012 - Formatos: CD, download digital - Gravadora: Universal Music         | 1  | - ARIA: 2× Platina - RMNZ: Ouro |
| Things I've Done - Lançamento: 17 de outubro de 2014 - Formatos: CD, download digital - Gravadora: Universal Music | 5  |                                 |
| Born to Fight - Lançamento: 23 de novembro de 2018 - Formatos: CD, download digital - Gravadora: Island Records    | 37 |                                 |
| "—" Não entrou na tabela musical deste país.                                                                       |    |                                 |

### Singles
| 2012                                         | "You Won't Let Me"                | 5  | - ARIA: Ouro | My Journey       |
| 2013                                         | "Threads of Silence"              | 19 |              | —                |
| 2014                                         | "Dynamite"                        | 65 |              | Things I've Done |
| 2015                                         | "Loneliness"                      | —  |              | Things I've Done |
| 2015                                         | "Will You Still Love Me Tomorrow" | 93 |              | —                |
| 2018                                         | "Temporary Lovers"                | —  |              | Born to Fight    |
| 2018                                         | "Gimme Your Love"                 | —  |              | Born to Fight    |
| "—" Não entrou na tabela musical deste país. |                                   |    |              |                  |

### Singlespromocionais
| 2012                                         | "It's a Man's World"      | 21 | —  |                 | My Journey |
| 2012                                         | "Back to Black"           | 36 | —  |                 | My Journey |
| 2012                                         | "Nothing's Real but Love" | 9  | —  | - ARIA: Ouro    | My Journey |
| 2012                                         | "Landslide"               | 14 | —  | - ARIA: Ouro    | My Journey |
| 2012                                         | "Hallelujah"              | 2  | 35 | - ARIA: Platina | My Journey |
| 2012                                         | "I Was Your Girl"         | 3  | 36 | - ARIA: Ouro    | My Journey |
| 2012                                         | "Stay with Me"            | 1  | 25 | - ARIA: Ouro    | My Journey |
| "—" Não entrou na tabela musical deste país. |                           |    |    |                 |            |